# Warreopsis
Warreopsis – rodzaj naziemnych roślin z rodziny storczykowatych (Orchidaceae). Liście wyprostowane, lancetowate do wąsko eliptycznych. Wznoszące się kwiatostany wyrastają ze szczelin pomiędzy liśćmi u nasady pseudobulwy. Na jednym kwiatostanie rozwija się 3-8 kwiatów o rozpostartych listkach okwiatu. Kwiaty są koloru żółtego do brązowo-fioletowego. Warżka biała lub biało-różowa, przechodząc w bladoczerwony lub żółty wraz z wiekiem. Słupek bez widocznej podstawy, rozszerzony w centralnej części. Pyłkowiny cztery.
Gatunki z tego rodzaju rosną na luźnych i dobrze przepuszczalnych glebach w wilgotnych lasach na wysokościach 1500–2000 m n.p.m. Kwitnienie obserwowane jest przez większą część roku. Rośliny występują w Kostaryce, Panamie, Wenezueli, Kolumbii, Ekwadorze.  

## Systematyka
Rodzaj sklasyfikowany do podplemienia Zygopetalinae w plemieniu Cymbidieae, podrodzina epidendronowe (Epidendroideae), rodzina storczykowate (Orchidaceae), rząd szparagowce (Asparagales) w obrębie roślin jednoliściennych.
Wykaz gatunków
- Warreopsis colorata (Linden & Rchb.f.) Garay
- Warreopsis pardina (Rchb.f.) Garay
- Warreopsis parviflora (L.O.Williams) Garay
- Warreopsis purpurea P.Ortiz